# Beermann Gyula
Beermann Gyula (1820 – Budapest, 1885. április 23.) német hírlapíró.

## Élete
Hazájából, Osnabrückből (Hannover) az 1840-es években jött Magyarországra és itt közel 50 évig nagy tevékenységet fejtett ki a német nyelvű hírlapirodalomban. Egy ideig gróf Forgách Antal alatt a magyar helytartótanács szolgálatában is állt. Temetésén Schranz János evangélikus lelkész tartott fölötte gyászbeszédet.

## Munkái
Szerkesztette Budapesten a Hungaria című, vegyes tartalmú német lapot 1865. okt. 1-től 1866. júl. 8-ig; az Ungarische Presse c. politikai napilapot 1868. júl. 5-től 1869. okt. 3-ig; azután a Pester Lloydnak volt segédszerkesztője; onnan kilépve a Politisches Volksblattot szerkesztette 1877. okt. 25-től 1881. márc. 31-ig.